# Барон Петре

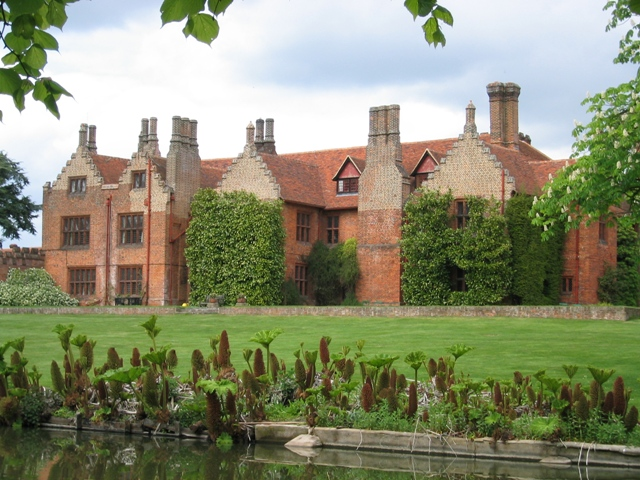
Ингейтстоун Холл, резиденция баронов Петре

Барон Петре из Риттла в графстве Эссекс — наследственный титул в системе Пэрства Англии. Он был создан 21 июля 1603 года для сэра Джона Петре (1549—1613). Семья Петре происходила из графства Эссекс. Он представлял Эссекс в Палате общин и служил в качестве лорда-лейтенанта Эссекса. Лорд Петре был сыном сэра Уильяма Петре (1505—1572), госсекретаря при королях Генрихе VIII, Марии I, Эдуарде VI и Елизавете I. Сэр Уильям приобрел Ингейтстоун Холл и окружающую усадьбу у короля Генриха VIII по полной рыночной стоимости после того, как оно было передано королю от аббатства Баркинг после роспуска католических монастырей в Англии.

## История

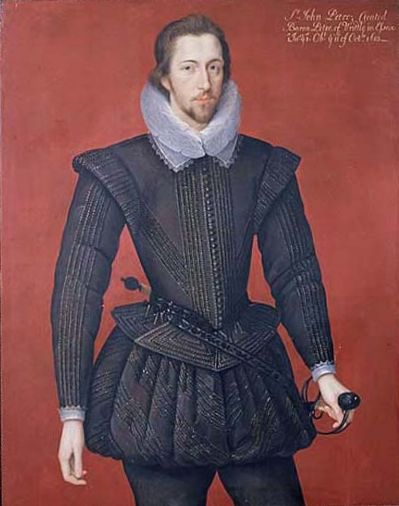
Уильям Петре, 2-й барон Петре

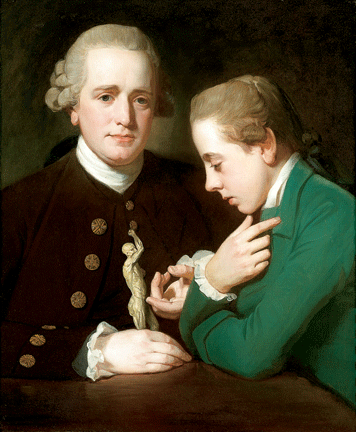
Роберт Эдвард Петре, 9-й барон Петре показывает экорше своему сыну Роберту Петре, картина Джорджа Ромни,

Первому барону наследовал его сын, Уильям Петре, 2-й барон Петре (1575—1637). Он заседал в Палате общин от Эссекса в 1597 году. Его внук, Уильям Петре, 4-й барон Петре (1626—1684), был одним из обвиняемых в заговоре Тита Оутса и скончался в Тауэре в 1684 году. Его младший брат, Томас Петре, 6-й барон Петре (1633—1706), был лордом-лейтенантом Эссекса (1688). Его правнук, Роберт Эдвард Петре, 9-й барон Петре (1740—1801), который стал преемником своего отца в год своего рождения, женился на Энн Ховард (1742—1787), дочери Филиппа Говарда (1687—1749), младшего брата Эдварда Говарда, 9-го герцога Норфолка (1686—1777). После смерти дяди в 1777 году Энн стала наследницей титулов барона Говарда, Фёрниволла, Стрейнджа из Блэкмера, Толбота, Браоза из Гауэра, Дакра из Гиллесланда, Грейстока, Феррерса из Уэма, Гиффарда из Бримсфельда и Вердона.
Бернард Петре, 14-й барон Петре (1858—1908), женился на Этельдреде, дочери шотландско-канадского теолога Уильяма Кларка Робинсона (1829—1908). В 1913 году, через пять лет после смерти лорда Петре, титул барона Фёрнивалла, который бездействовал с 1908 года, был передан его дочери, Мэри Фрэнсис Кэтрин Петре (1900—1968), которая стала 19-й баронессой Фёрнивалл. Преемником 14-го барона Петре стал его младший брат, Филипп Петре, 15-й барон Петре (1864—1908).
По состоянию на 2024 год носителем баронского титула являлся правнук последнего, Джон Петре, 18-й барон Петре (род. 1942), который стал преемником своего отца, Джозефа Уильяма Лайонелла Петре, 17-го барона Петре, в 1989 году. Нынешний лорд Петре служил в качестве лорда-лейтенанта Эссекса с 2002 года по 2017 год.
Другим известным членом семьи Петре был отец сэр Эдвард Петре, 3-й баронет (1631—1699), непопулярный капеллан и советник короля Якова II Стюарта. Король сделал его клерк гардероба и попросил папу римского, чтобы сделать его епископом, а позже кардиналом, но ему было отказано в обоих просьбах.
Семья Петре известна своей приверженностью к католицизму. Бароны Петре публично признавали свою католическую веру. По крайней мере, 12 членов семьи были иезуитами. Семья Петре также выпустила двух епископов, Фрэнсиса Петре (1692—1775), апостольского викария северного округа (1752—1775), и Бенджамина Петре (1672—1758), апостольского викария лондонского округа (1734—1758).

## Поместья
Семейной резиденцией баронов Петре был Ингейтстоун Холл в Ингейстоуне (графство Эссекс) и Риттл Парк в графстве Эссекс. Также им принадлежал Торндон-Холл в окрестностях Брентвуда, расположенный в обширном оленьем парке, который ранее назывался «Торндон Олд Холл». Торндон-Холл в настоящее время находится в ведении Совета графства Эссекс.

## Бароны Петре (1603)

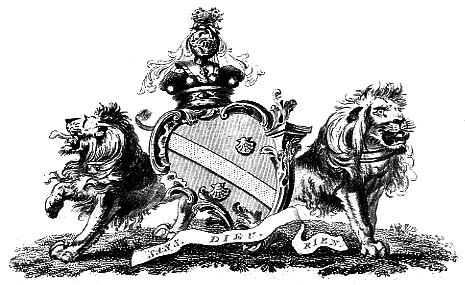
Герб баронов Петре

- 1603—1613: Джон Петре, 1-й барон Петре (20 декабря 1549 — 11 октября 1613), сын сэра Уильяма Петре (1500—1572) от второго брака[1];
- 1613—1637: Уильям Петре, 2-й барон Петре (24 июня 1575 — 5 мая 1637), старший сын предыдущего[2];
- 1637—1638: Роберт Петре, 3-й барон Петре (22 сентября 1599 — 23 октября 1638), второй сын предыдущего[3];
- 1638—1684: Уильям Петре, 4-й барон Петре (1626 — 5 января 1684), старший сын предыдущего[4];
- 1684—1684: Джон Петре, 5-й барон Петре (24 июня 1629 — 22 января 1684), второй сын 3-го барона, младший брат предыдущего[5];
- 1684—1706: Томас Петре, 6-й барон Петре (5 декабря 1633 — 4 января 1706), третий сын 3-го барона, младший брат предыдущего[6];
- 1706—1713: Роберт Петре, 7-й барон Петре (17 марта 1689 — 22 марта 1713), единственный сын предыдущего[7];
- 1713—1742: Роберт Джеймс Петре, 8-й барон Петре (3 июня 1713 — 2 июля 1742), единственный сын предыдущего[8];
- 1742—1801: Роберт Эдвард Петре, 9-й барон Петре (февраль 1742 — 2 июля 1801), единственный сын предыдущего[9];
- 1801—1809: Роберт Эдвард Петре, 10-й барон Петре (3 сентября 1763 — 29 марта 1809), старший сын предыдущего от первого брака[10];
- 1809—1850: Уильям Генри Фрэнсис Петре, 11-й барон Петре (22 января 1793 — 3 июля 1850), старший сын предыдущего[11]
- 1850—1884: Уильям Бернард Петре, 12-й барон Петре (20 декабря 1817 — 4 июля 1884), старший сын предыдущего от первого брака[12];
- 1884—1893: Уильям Джозеф Петре, 13-й барон Петре (26 февраля 1847 — 8 мая 1893), старший сын предыдущего[13];
- 1893—1908: Бернард Генри Филипп Петре, 14-й барон Петре (31 мая 1858 — 16 июня 1908), второй сын 12-го барона, младший брат предыдущего[14];
- 1908—1908: Филипп Бенедикт Джозеф Петре, 15-й барон Петре (21 августа 1864 — 6 декабря 1908), третий сын 12-го барона, младший брат предыдущего[15];
- 1908—1915: Лайонел Джордж Кэрролл Петре, 16-й барон Петре (3 ноября 1890 — 30 сентября 1915), единственный сын предыдущего[16];
- 1915—1989: Джозеф Уильям Лайонел Петре, 17-й барон Петре (5 июня 1914 — 1 января 1989), единственный сын предыдущего[17];
- 1989 — настоящее время: Джон Патрик Лайонелл Петре, 18-й барон Петре (род. 4 августа 1942), единственный сын предыдущего[18];
  - Наследник титула: достопочтенный Доминик Уильям Петре (род. 9 августа 1966), старший сын предыдущего[19];
    - Наследник наследника: Уильям Джон Джуд Петре (род. 31 октября 2001), единственный сын предыдущего[20].